# Ioniq
Ioniq est la gamme de voitures électriques à batterie du constructeur automobile sud-coréen Hyundai Motor créé en 2020. Son nom est repris de la Hyundai Ioniq.

## Gamme

### Ioniq 5
La Ioniq 5 est présentée le 23 février 2021.
La 5 repose sur la nouvelle plateforme technique E-GMP (E-Global Modular Platform) destinée aux véhicules électriques du groupe coréen.

### Ioniq 6
La Ioniq 6 est une berline électrique présentée le 28 juin 2022 et préfigurée par le concept car Hyundai Prophecy.

## Concept car

### Hyundai 45 EV concept
La Hyundai 45 EV est un concept car de berline électrique présentée au salon de Francfort 2019 et préfigurant la Ioniq 5, premier modèle de la nouvelle marque du groupe Hyundai.